# Rogernomics

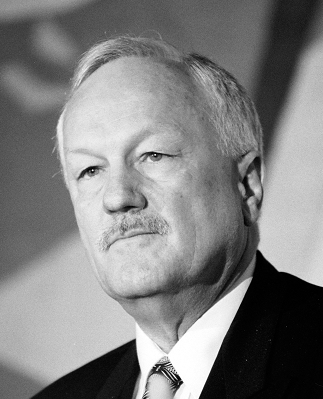
Roger Douglas em 1996

Rogernomics foram as reformas económicas neoliberais promovidas por Roger Douglas, Ministro das Finanças entre 1984 e 1988, no Quarto Governo Trabalhista da Nova Zelândia.
As Rogernomics consistiram numa terapia de choque através da reestruturação e desregulamentação orientadas para o mercado e no controlo da inflação através de uma política monetária rigorosa, acompanhada de uma taxa de câmbio flutuante e de reduções do défice orçamental.
No início da década de 1980, Douglas passou de um político trabalhista tradicional que defendia a intervenção económica para um defensor da economia neoliberal. Depois de o Partido Trabalhista ter ganho o governo em 1984, Douglas e os seus associados implementaram políticas importantes, incluindo uma desvalorização de 20% do dólar neozelandês, a corporativização das empresas estatais, a eliminação dos subsídios às indústrias (em especial os subsídios agrícolas), a redução da proteção pautal e uma significativa reforma tributária. Foram efectuados cortes nos impostos e foi introduzido um imposto sobre bens e serviços (inicialmente fixado em 10%).
A Rogernomics representou um afastamento acentuado do consenso político do pós-guerra, que privilegiava o intervencionismo pesado, o protecionismo e o pleno emprego. Em vez disso, adoptou princípios de governo pequeno, orçamentos equilibrados e políticas de mercado livre influenciadas pela escola de economia de Chicago. A adoção por Douglas de políticas normalmente associadas à direita política (ou Nova Direita), e a sua implementação pelo Quarto Governo Trabalhista, tornou-se objeto de uma controvérsia duradoura.
Enquanto os defensores argumentavam que a Rogernomics trouxe mudanças positivas, como a inflação de um só dígito e a redução das taxas de imposto, os críticos destacavam os desafios sociais, incluindo o aumento da pobreza e do desemprego. O legado da Rogernomics continua a moldar os debates sobre política económica na Nova Zelândia.

## Etimologia
Em fevereiro de 1985, os jornalistas do jornal neozelandês Listener cunharam o termo Rogernomics como um aglutinação de Roger e economics. É um eco de "Reaganomics", políticas económicas neoliberais semelhantes promovidas pelo Presidente dos Estados Unidos Ronald Reagan na década de 1980.

## Douglas e o desenvolvimento da política econômica, 1969-1983
Douglas tornou-se membro do Parlamento pelo Partido Trabalhista nas eleições gerais de 1969. Mostrou o seu interesse pela política económica no seu primeiro discurso, no qual argumentou contra o investimento estrangeiro na economia nacional. A sua defesa da proteção externa da economia nacional e do envolvimento do Governo no investimento era caraterística do Partido Trabalhista da época. De 1972 a 1975, Douglas foi ministro-adjunto do Terceiro Governo Trabalhista, onde ganhou reputação pela sua capacidade de inovação. Este governo seguiu uma abordagem amplamente keynesiana da gestão económica.
Enquanto ministro, Douglas foi inovador no contexto do sector público. Enquanto Ministro da Radiodifusão, concebeu uma estrutura administrativa em que dois canais de televisão públicos competiam entre si. Foi um dos principais defensores do governo da poupança obrigatória para a reforma, que considerava não só um complemento à provisão pública para a reforma, mas também uma fonte de financiamento para o investimento público no desenvolvimento económico. O plano de pensões que ele ajudou a criar tornou-se lei em 1974, mas foi abolido por Robert Muldoon quase logo que o Partido Nacional ganhou as eleições de 1975.
Na oposição, Douglas manteve o seu interesse pelas questões económicas. A sua principal preocupação eram os problemas profundamente enraizados na estrutura da economia que tinham contribuído para a deterioração do desempenho económico e para um padrão de vida que estava a descer em comparação com o de outros países desenvolvidos. Em 1980, descreveu a Nova Zelândia como um país que vivia com dinheiro emprestado, incapaz - apesar dos esforços recorde dos seus exportadores - de pagar a sua quota-parte no mundo.
De um ponto de vista neoliberal, que promove um governo pequeno, orçamentos equilibrados e objectivos de inflação, a política económica dos sucessivos governos tinha deixado a economia nacional protegida e sem capacidade de resposta aos consumidores; a inflação, que foi superior a dez por cento ao ano durante a década de 1970, era elevada para os padrões dos principais parceiros comerciais do país; e havia um défice fiscal persistente.
Considerava-se que uma grande parte da economia era controlada por regulamentação, alguma arbitrária ou inconsistente. O consenso político do pós-guerra produziu estabilidade, mas Douglas considerava que isso se fazia à custa da inovação.
Os dois principais partidos políticos mantiveram os elevados níveis de proteção introduzidos pelo Primeiro Governo Trabalhista a partir de 1936 e, desde 1945, ambos os partidos tinham como objetivo manter o pleno emprego. No entanto, os beneficiários da economia regulamentada floresceram tanto no sector público como no privado.
Douglas argumentou que apenas uma acção radical melhoraria as perspectivas económicas. Em 1980, ele publicou um "Orçamento Alternativo" que atacava o que Douglas chamou de "mexer" na economia do governo Muldoon. Ele escreveu que vinte anos de apoio a interesses arraigados reduziram o investimento produtivo. A liderança trabalhista viu as suas propostas e a sua publicação não autorizada como comentários desfavoráveis à política trabalhista. O líder trabalhista Bill Rowling repreendeu-o publicamente. Douglas então publicou seu pensamento na forma de um livro. Juntamente com propostas de longo alcance para a reforma da tributação e dos gastos governamentais, defendeu uma desvalorização de 20% do dólar para aumentar a competitividade das exportações. Embora radical, adoptou uma abordagem eclética e não sugeriu o abandono do quadro político keynesiano do Partido Trabalhista.
Douglas ficou cada vez mais frustrado com o que considerava ser a relutância do Partido Trabalhista em lidar com questões fundamentais de política económica. Em 1981, afirmou que o Partido Trabalhista tinha uma imagem de um partido que prometia tudo ao público para ser eleito. Defendia que o partido devia chegar a acordo sobre a sua política económica antes de qualquer outra coisa e permitir que a realidade económica desempenhasse um papel na sua tomada de decisões. Incapaz de convencer Rowling do mérito do seu argumento, um Douglas desiludido decidiu abandonar o parlamento nas eleições de 1981. Um dos que o persuadiram a ficar foi o vice-líder trabalhista David Lange, que se ofereceu para nomear Douglas ministro das finanças se Lange fosse primeiro-ministro após as eleições de 1984.

### Eventos após a eleição de 1981
Após a derrota apertada dos trabalhistas nas eleições de 1981, Douglas encontrou uma audiência crescente no partido parlamentar para a sua opinião de que a abordagem estabelecida pelos trabalhistas à política económica era deficiente. O seu colega Mike Moore afirmava que havia uma perceção pública de que a política trabalhista procurava "recompensar os preguiçosos e defender os preguiçosos". O argumento de Douglas a favor de uma abordagem radical foi reforçado pela convicção de muitos dos seus colegas parlamentares de que os problemas profundos da economia só poderiam ser resolvidos através de uma reestruturação profunda.
Entendia-se que alguma reestruturação devia seguir-se ao acordo de relações económicas mais estreitas com a Austrália, que entrou em vigor em 1981 e reduziu as barreiras ao comércio entre a Austrália e a Nova Zelândia. Ao mesmo tempo, muitos economistas defendiam uma maior utilização da concorrência como instrumento de política económica e manifestavam a sua preocupação com a regulamentação excessiva ou inadequada da economia. Em 1983, Lange sucedeu a Rowling como líder trabalhista. Atribuiu a Douglas a responsabilidade pela política económica e deixou claro que a política económica determinaria as outras políticas.
Embora Douglas fosse inovador na sua abordagem e o seu desprezo aberto por Rowling lhe tivesse rendido a reputação de dissidente, ele permaneceu dentro da corrente principal do pensamento económico no Partido Trabalhista parlamentar. Ele argumentou em 1982 que o governo deveria apoiar activamente as pequenas empresas e intervir para impedir a agregação de activos pelas grandes empresas. Na sua opinião, o governo deveria utilizar o sistema fiscal para encorajar o investimento produtivo e desencorajar o investimento especulativo. Até ao final de 1983, Douglas via as políticas cambiais, fiscais e de protecção como meios de moldar activamente o ambiente de negócios. Em agosto de 1982, ele apoiou um esquema contributivo de aposentadoria como forma de financiar o desenvolvimento industrial e em fevereiro de 1983 escreveu um artigo chamado "Escolhendo Vencedores para o Investimento", que propunha o estabelecimento de grupos consultivos locais para orientar o desenvolvimento regional. Num artigo datado de Maio de 1983, Douglas argumentou que um mercado não regulamentado conduzia a concentrações pouco saudáveis de poder de mercado.

## Uma nova direção, 1983-1984
No final de 1983, Douglas mudou radicalmente a sua forma de pensar. Preparou um documento de bancada denominado "Pacote de Política Económica", que apelava a uma reestruturação da economia orientada para o mercado. A principal proposta era uma desvalorização de 20% do dólar, seguida da eliminação dos subsídios à indústria, da proteção das fronteiras e dos incentivos à exportação. O documento duvidava do valor de "escolher vencedores" e via apenas um lugar limitado para o financiamento governamental do desenvolvimento económico. O seu colega Stan Rodger descreveu o documento como um "salto inaceitável para a direita". O documento polarizou imediatamente as opiniões no seio do Partido Trabalhista.
Douglas caracterizou o pacote de medidas políticas como sendo moderado e responsável, e uma resposta adequada às dificuldades económicas do país. Reconheceu a contribuição para o pacote de Doug Andrew, um funcionário do Tesouro destacado para a oposição parlamentar, entre outros. W.H. Oliver observou o estreito alinhamento entre o pacote e a Gestão Económica, o briefing do Tesouro de 1984 para o novo governo. Na sua opinião, Douglas estava predisposto a aceitar o ponto de vista do Tesouro porque a sua aplicação exigia uma ação decisiva e porque uma maior confiança no mercado resolvia o que Douglas considerava ser o problema da participação dos grupos de interesse na definição das políticas.
A divisão no Partido Trabalhista quanto à política económica cristalizou-se quando uma proposta concorrente foi apresentada ao Conselho Político do Partido Trabalhista. Os seus proponentes incluíam Rowling e outros que tinham resistido à sua substituição como líder. A proposta defendia uma utilização keynesiana da política monetária e fiscal. Era cético quanto à capacidade do sector privado para promover o desenvolvimento económico. A reestruturação económica deveria ser liderada pelo governo, que actuaria num quadro consultivo. Desta forma, os custos sociais da reestruturação seriam evitados.
Houve um impasse no Conselho de Política. Com o aproximar das eleições de 1984, o vice-líder trabalhista Geoffrey Palmer redigiu um compromisso que continha elementos de ambas as propostas. O documento de Palmer estava redigido em termos gerais e não fazia qualquer referência à desvalorização. Previa alguma forma de entendimento entre o governo e os sindicatos sobre a contenção salarial. Permitia consultas alargadas sobre política económica e afirmava que as mudanças estruturais necessárias seriam graduais e acordadas. Quando Muldoon convocou inesperadamente eleições gerais antecipadas, o Partido Trabalhista adoptou o documento de Palmer como política económica. Lange afirmou que o Partido Trabalhista foi para as eleições com um argumento inacabado sobre o cumprimento do dever como política económica.

## Ministro das Finanças, 1984–1988
Em 1984, Roger Douglas foi nomeado Ministro das Finanças, juntamente com dois ministros adjuntos das finanças, David Caygill e Richard Prebble. Ficaram conhecidos como a "Troika" ou a "Troika do Tesouro" e tornaram-se o grupo mais poderoso do Governo. Douglas era o estratega, Prebble o tático, enquanto Caygill dominava os pormenores. Com Caygill como o "policial bom" e Prebble como o "policial mau", Douglas podia, por vezes, parecer que estava a seguir um rumo intermédio ponderado. Mais tarde, Trevor de Cleene foi nomeado subsecretário de Douglas, com responsabilidade especial pelas Finanças.
O elemento-chave do pensamento económico de Douglas foi implementado depois de o Partido Trabalhista ter ganho as eleições de 1984, mas antes de ter sido formalmente empossado no cargo. Tratou-se da desvalorização de 20 por cento do dólar neozelandês. O anúncio das eleições antecipadas provocou imediatamente a venda do dólar por parte dos corretores que previam que uma mudança de governo conduziria a uma desvalorização substancial.
O resultado foi uma crise monetária que se tornou do conhecimento público dois dias após as eleições gerais. Muldoon recusou-se a aceitar o conselho oficial de que a desvalorização era a única forma de pôr termo à crise monetária e provocou uma breve crise constitucional quando inicialmente se recusou a aplicar as instruções do novo governo no sentido de proceder à desvalorização.
Ambas as crises foram rapidamente resolvidas quando Muldoon aceitou que não tinha outra opção senão desvalorizar a moeda, depois de os seus colegas do Partido Nacional terem ameaçado contactar o Governador-Geral para o demitir.
Embora a desvalorização fosse uma questão controversa no Partido Trabalhista e não fizesse parte da sua política eleitoral, a determinação com que o novo governo actuou valeu-lhe a aclamação popular e reforçou a posição de Douglas no novo governo.
Os reformadores argumentavam que a rapidez com que as reformas foram feitas se devia ao facto de a Nova Zelândia não se ter adaptado ao abandono do império britânico e ter de agir rapidamente para "recuperar o atraso" em relação ao resto do mundo. Douglas afirmou no seu livro de 1993, "Unfinished Business", que a rapidez era uma estratégia fundamental para conseguir uma mudança económica radical:
"Defina claramente os seus objectivos e avance para eles em saltos quânticos, caso contrário os grupos de interesse terão tempo para se mobilizar e arrastá-lo para baixo".
O comentarista político Bruce Jesson argumentou que Douglas agiu rapidamente para conseguir uma revolução económica completa no espaço de uma legislatura, caso não tivesse uma segunda oportunidade. As reformas podem ser resumidas como o desmantelamento da ortodoxia Australasiana de desenvolvimento estatal que existia nos 90 anos anteriores e a sua substituição pelo modelo neo-clássico anglo-americano baseado nas políticas monetaristas de Milton Friedman e da Escola de Chicago.
O mercado financeiro foi desregulamentado e o controlo das divisas foi suprimido. Os subsídios a muitas indústrias, nomeadamente à agricultura, foram suprimidos ou significativamente reduzidos, tal como a proteção pautal. A taxa de alíquota máxima foi reduzida para metade ao longo de vários anos, de 66% para 33%, e a taxa normal foi reduzida de 42% em 1978 para 28% em 1988.
Para compensar, os impostos variáveis sobre as vendas que tinham estado em vigor até então foram substituídos por um único imposto sobre bens e serviços, inicialmente fixado em 10%, mais tarde em 12,5% (e finalmente, em 2011, em 15%), e uma sobretaxa sobre o fundo de pensões, que tinha sido tornado universal a partir dos 60 anos pelo governo anterior.

## Resultados imediatos
O salto da Nova Zelândia para a economia global neoliberalista expôs tanto as empresas como a força de trabalho em geral às práticas não regulamentadas do capital privado - o que conduziu a uma década de crescimento insignificante (e por vezes negativo), tendo o "milagre económico" sido vivido apenas por uma proporção relativamente pequena da população.
Sem restrições à entrada de dinheiro estrangeiro no país, a economia deixou de se centrar no sector produtivo e passou a centrar-se no sector financeiro. O capital financeiro ultrapassou o capital industrial e ocorreram despedimentos na indústria transformadora; perderam-se cerca de 76.000 postos de trabalho na indústria transformadora entre 1987 e 1992.
As novas empresas estatais criadas a partir de 1 de abril de 1987 começaram a eliminar milhares de postos de trabalho, aumentando o desemprego: Electricity Corporation 3.000; Coal Corporation 4.000; Forestry Corporation 5.000; New Zealand Post 8.000. David Grant escreve que o novo ambiente de negócios sem restrições criado pela desregulamentação do sector financeiro deixou os neozelandeses "alvos fáceis para os especuladores e seus agentes", exacerbando os efeitos do crash da bolsa de outubro de 1987.
Durante as negociações salariais de 1986 e 1987, os empregadores começaram a negociar com mais força. Os locautes não eram raros; o mais espetacular ocorreu numa fábrica de pasta de papel e papel da Fletcher Challenge e levou a alterações nas práticas de trabalho e a um compromisso de não greve por parte do sindicato. Os acordos posteriores levaram a novas concessões por parte dos sindicatos, incluindo aumentos salariais inferiores à inflação e uma redução efectiva dos salários reais.
A economia passou da indústria para os serviços, o que, juntamente com a chegada de cadeias de retalho transatlânticas e de uma indústria hoteleira cada vez mais cosmopolita, deu origem a uma nova "cultura do café" apreciada pelos neozelandeses mais abastados. Há quem argumente que, para o resto da população, a Rogernomics não conseguiu proporcionar o nível de vida mais elevado prometido pelos seus defensores.
Ao longo de 15 anos, a economia e o capital social da Nova Zelândia enfrentaram graves problemas: a proliferação de bancos alimentares aumentou drasticamente, atingindo 365 em 1994; o número de neozelandeses que se calcula viverem na pobreza aumentou pelo menos 35% entre 1989 e 1992, enquanto a pobreza infantil duplicou de 14% em 1982 para 29% em 1994. As pessoas com baixos rendimentos só conseguiram regressar ao nível de vida de 1984 em 1996; os 30% mais pobres só recuperaram o seu nível de vida dos anos 1980 ao fim de vinte anos. A saúde da população neozelandesa foi também especialmente afetada, o que levou a uma deterioração significativa dos níveis de saúde dos trabalhadores e da classe média. Além disso, muitos dos benefícios económicos prometidos pela experiência nunca se concretizaram.
Entre 1985 e 1992, a economia da Nova Zelândia cresceu 4,7% durante o mesmo período em que a média dos países da OCDE cresceu 28,2%. De 1984 a 1993, a inflação atingiu uma média de 9% por ano e a notação de crédito da Nova Zelândia desceu duas vezes. Entre 1986 e 1992, a taxa de desemprego aumentou de 3,6% para 11%.
Rogernomics, no entanto, tem sido creditado com uma série de outros impactos positivos na economia neozelandesa: a inflação, que tinha atingido um máximo de 17,15% em 1980, tem estado todos os anos em dígitos únicos desde o final do mandato de Douglas como Ministro das Finanças; e as taxas de imposto de renda foram reduzidas para metade, enquanto o rendimento nacional bruto per capita quase duplicou, de US$ 6.950 em 1984 para US$ 13.640 em 1990.
Outros apoiantes da Rogernomics argumentaram que muitas estatísticas não têm em conta as melhorias em termos de bens de consumo que esta trouxe, transformando a Nova Zelândia de um país onde eram necessárias autorizações para comprar revistas no estrangeiro, onde os preços eram elevados e a escolha era limitada, num país com uma gama de bens de consumo disponível semelhante à de outras democracias ocidentais. O próprio Douglas afirmou que a relutância dos governos subsequentes em alterar qualquer uma das suas reformas é uma prova da sua qualidade.

## Legado
As políticas de Ruth Richardson, por vezes designadas por "Ruthanasia", eram uma continuação da Rogernomics. Richardson foi Ministra das Finanças no governo do Partido Nacional de 1990 a 1993. Começando com o Orçamento Mãe de todos os Orçamentos, o Governo Nacional expandiu estas políticas através de cortes drásticos nas despesas, desregulamentação dos mercados de trabalho e novas vendas de activos.
Em 1990, David Lange disse o seguinte sobre o Governo:
"Existe para garantir o bem-estar dos seus cidadãos. Onde o mercado funciona bem, deve ser dado o seu melhor. Quando o mercado resulta numa desigualdade manifesta ou num fraco desempenho económico, o Governo deve envolver-se."
Depois da Rogernomics, o Partido Trabalhista da Nova Zelândia ficou paralisado por lutas internas durante grande parte do seu período na oposição, inicialmente liderado por Mike Moore como líder da oposição (1990-1993). Moore foi depois seguido por Helen Clark, cujo primeiro mandato como líder da oposição foi prejudicado por aqueles que se opunham à sua liderança. Alguns saíram mais tarde para formar os seus próprios partidos políticos, o ACT, o Alliance e o United (mais tarde United Future). Clark, por seu lado, sobreviveu a estas lutas internas de liderança e o Partido Trabalhista estabilizou sob a sua liderança durante o terceiro e último mandato dos ministérios de Jim Bolger e Jenny Shipley. Tal como Tony Blair no Reino Unido, Clark assumiu uma solução de compromisso para a exclusão social e a pobreza, combinando a defesa da economia aberta e do livre-comércio com uma maior ênfase no combate às consequências das políticas neoliberais. Entre 1999 e 2008, o Partido Trabalhista alinhou livremente com a Terceira Via.
O partido ACT, co-fundado por Roger Douglas em 1993 para participar nas eleições de 1996 para o Parlamento da Nova Zelândia, é o herdeiro da Rogernomics e continua a promover políticas de mercado livre. Na Nova Zelândia dos anos 1990, os defensores de políticas económicas radicais eram frequentemente apelidados de "rogergnomos" pelos seus opositores, que associavam os seus pontos de vista aos de Douglas e à suposta influência nefasta dos banqueiros internacionais, caracterizados como os "Gnomos de Zurique".
Um relatório do Tesouro de 2015 refere que a desigualdade na Nova Zelândia aumentou nas décadas de 1980 e 1990, mas tem-se mantido estável nos últimos 20 anos. No entanto, outro artigo de 2015 referia que a taxa de aumento da desigualdade na Nova Zelândia tinha sido a mais elevada da OCDE e que a desigualdade na Nova Zelândia tinha sido anteriormente baixa segundo os padrões da OCDE.